# Maximilian Veers
En el universo ficticio de la serie la Guerra de las Galaxias, Maximilian Veers fue uno de los generales de mayor confianza de  Darth Vader. Empezó su carrera militar como un soldado del Imperio Galáctico y terminó como Gran General. Es interpretado por el actor inglés Julian Glover.
Maximilian Veers nació en una familia trabajadora y se unió a las fuerzas imperiales consiguiendo un gran prestigio como piloto de AT-AT. Trabajó con Darth Vader y se unió al Escuadrón de la Muerte.
Veers encargaría un especial diseño de AT-AT, el Ventisca, mucho más blindado y potente de lo normal, en el planeta Zaloriis. Sin embargo, los habitantes de Zaloriis se rebelaron, hicieron prisionero a Veers y a los pocos soldados que no mataron los encarcelaron junto a él. Poco antes de su ejecución, tuvo la suerte de que Darth Vader y su ejército llegaran a tiempo y le salvaran. Llevando al Ventisca 1 a la ciudad de Fondor II (llamada así en honor al planeta astillero imperial) donde fue terminado. Fue durante la batalla de Zaloriis donde Veers empleó por primera vez este AT-AT avanzado, consiguiendo grandes resultados.
Veers fue promovido a General, y su talento le hizo ganarse el respeto de lord Vader. Una vez el Sith localizó la base rebelde oculta en el sistema Hoth, Veers fue informado de que él lideraría el ataque de superficie, pues el almirante Ozzel había cometido un error que pagó con su vida. Aun así, Veers consiguió una gran victoria, eliminando el generador de escudos y recibiendo el apoyo de infantería de la 501 del Comandante Bow, facilitando así el aterrizaje de Lord Vader, El propio Veers resultó gravemente herido durante la batalla cuando un deslizador de nieve del Escuadrón Pícaro se estrelló contra la cabina de su AT-AT, destruyendo el caminante, pero finalmente sobreviviendo.